# Omai Mine
Omai Mine är en gruva i Guyana.   Den ligger i regionen Cuyuni-Mazaruni, i den centrala delen av landet, 170 km söder om huvudstaden Georgetown. Omai Mine ligger 38 meter över havet.
Terrängen runt Omai Mine är platt.  Trakten runt Omai Mine är nära nog obefolkad, med mindre än två invånare per kvadratkilometer. Det finns inga samhällen i närheten. I omgivningarna runt Omai Mine växer i huvudsak städsegrön lövskog.